# インドネシア独立宣言

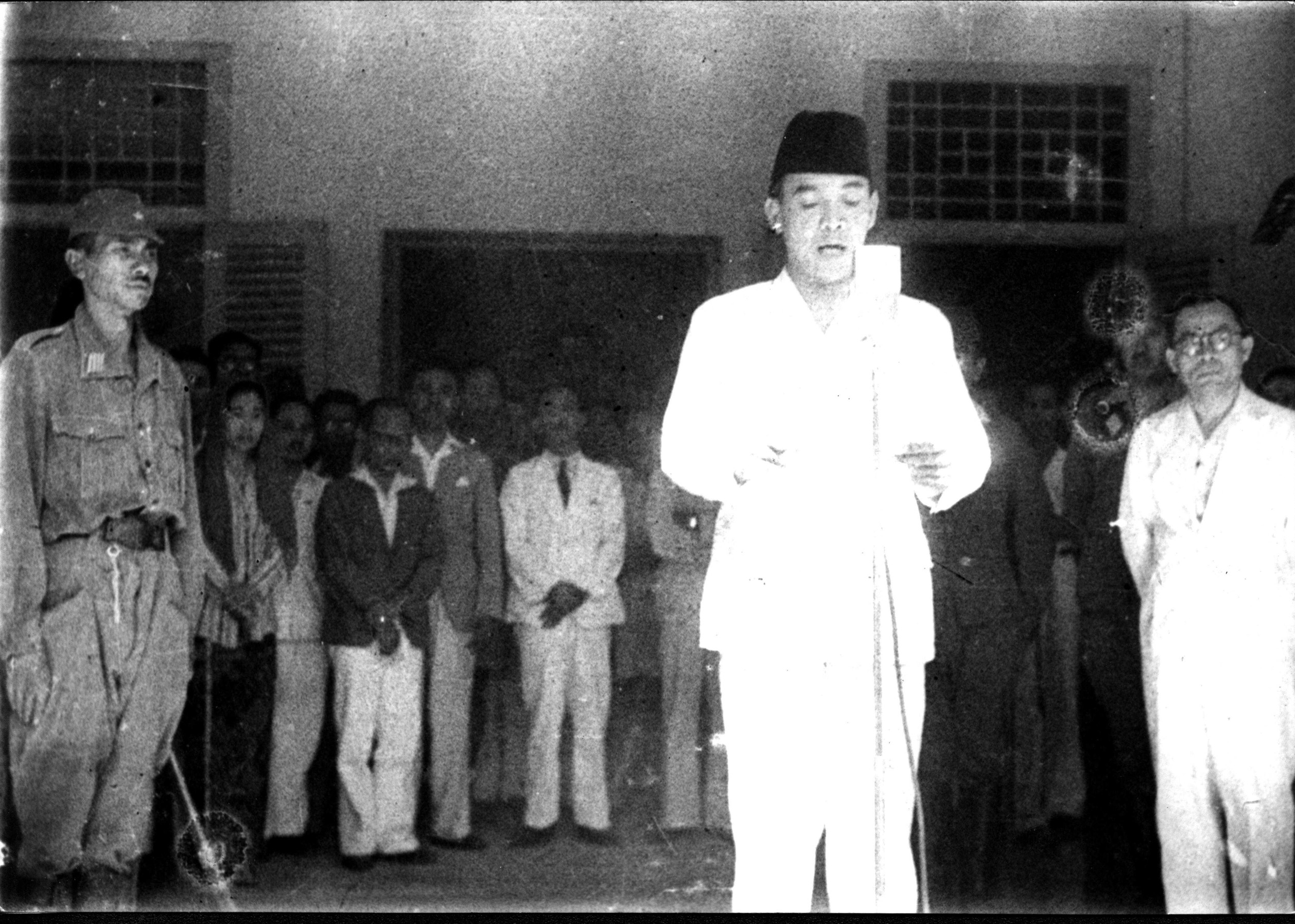
独立宣言を読み上げるスカルノ。右にいるのがハッタ（1945年8月17日）

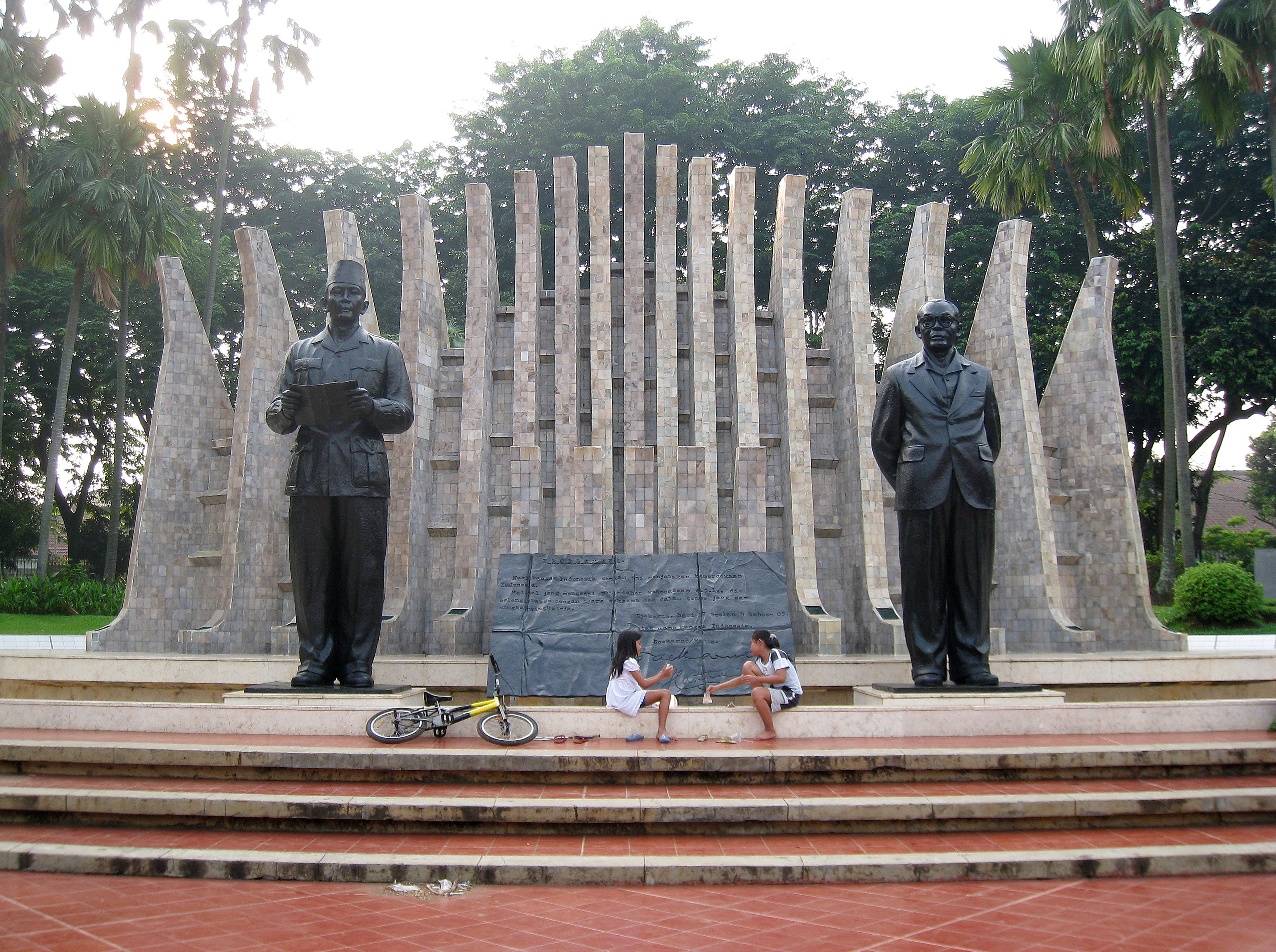
ジャカルタにある独立宣言記念碑

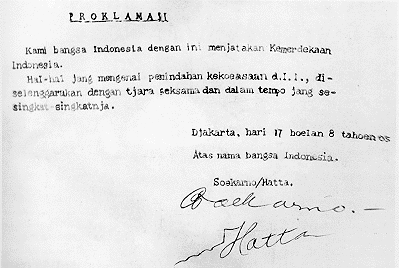
独立宣言の原稿

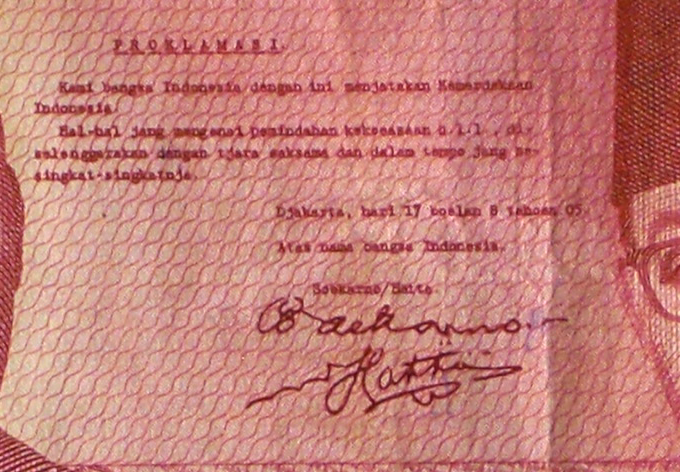
署名入りのインドネシア独立宣言書。インドネシアの10万ルピア紙幣の図柄になっている

インドネシア独立宣言（インドネシアどくりつせんげん　インドネシア語: Proklamasi Kemerdekaan Indonesia）は、1945年8月17日、スカルノが、ハッタの立ち会いのもとで、中央ジャカルタ東ペガンサアン通56番地（スカルノ邸）で読み上げた、インドネシアが独立したことを宣言する文言である。インドネシア独立宣言草案は、大日本帝国軍政時代にインドネシアに設置された独立準備調査会において起草され、独立準備委員会において採択されたものである。

## 内容
（日本語訳）

## その後
しかしこれはオランダの承認するところとならず、以後4年にわたる独立闘争に突入した。共和国は植民地復活を目指すオランダとだけでなく、連邦国家主義者や政権奪取を目指す共産主義者など国内の敵とも戦わなければならなかった。オランダは1947、48年の2度にわたり大規模な軍事行動に訴えたが、国連の介入によって1949年11月にハーグ円卓会議を経てハーグ協定が成立し、インドネシア連邦共和国が誕生した。しかしスカルノらは、連邦制はオランダの「分割して支配する方式」の産物であるとして50年8月には一方的に連邦制を廃し、インドネシアを単一共和国に生れ変らせることに成功、独立運動に一応の終止符をうった。しかし西ニューギニア(西イリアン)は依然としてオランダの主権下におかれたため、旧オランダ領東インドの完全独立という宿願はそれを併合した1969年7月ようやく達成された。
2021年現在、独立が宣言された8月17日はインドネシア独立記念日として祝日となっている。

## エピソード
終戦翌日の8月16日、ジャカルタ在勤武官の前田精海軍少将はスカルノとハッタを自らの公邸に受け入れ、インドネシア独立宣言の打ち合わせを行った。会議は16日23時から始まり翌17日の午前2時過ぎまで続いた。会議には50人ほどが出席していた。その間にも、多数の青年グループ達が会議の結果を待っていた。日本人は前田の他に日蘭商業新聞記者・吉住留五郎、第一六軍軍政監部司政官三好俊吉郎、海軍嘱託西嶋茂忠が同席した。
後にインドネシア共和国初代外務大臣となるスバルジョは自著の中で、1945年8月17日未明に行われた独立準備委員会による独立宣言に関する会合について「こうして、一人の勇敢な日本海軍少将の家での、忘れることのできない夜の会合は終わった。」と述懐している。
1976年（昭和51年）、前田は建国功労章を授与された。
インドネシア独立宣言が起草された前田精の公邸は現代のインドネシアに於いて「独立宣言起草博物館」として保存され、一般公開されている。
なお、宣言の日付の「05年」とは「皇紀2605年」を指す。皇紀を用いた理由について、鈴木恒之は「かれらによって皇紀が無意識に使用されたことは、むしろ日本軍政による日本的なものの押しつけが、 いかにきびしかったかを示しているといえる」、総山孝雄は「西暦を避け、日本の皇紀二千六百五年に依ったアジア・ナショナリズムの結果である」、倉沢愛子、信夫清三郎は「日本軍政期、軍政当局によって皇紀を使用することが規定されていたため」と主張している。また斉藤鎮男は、「単なる習慣のためか、それとも日本側をして従来のコミットメントを忘れさせない深慮からかわからない」と述べている。
ジャカルタにあるムルデカ広場（独立広場）には、ハッタとスカルノの全身像とともに、高さ37メートルの独立記念塔が聳え立っており、碑には独立宣言文と「05」という皇紀の日付が刻まれている。この塔の地下一階の扉の奥には、独立宣言書の実物が納められており、その実物にも同じく皇紀での日付が記されている。
また、東京裁判が行われた日本の市ヶ谷防衛省の構内には、インドネシア政府により寄贈された、インドネシア独立軍司令官だったスディルマン将軍の銅像が立っている。彼もまたPETAの出身者である。